# La finestrina
La finestrina è una commedia di Vittorio Alfieri.
Lo stesso Alfieri scrisse che «lo scopo della commedia è d'indagare nei più astrusi nascondigli del cuor dell'uomo le vere ragioni del suo operare sì in bene che in male e mettere in evidenza il vero invece dell'apparente che vien creduto dai più».

## Trama
Le ombre dei beati dimoranti nei Campi Elisi hanno richiamato l'attenzione di Giove sopra la strana condotta dei giudici infernali, Radamante, Eaco, e Minosse, i quali mandano da qualche tempo nelle loro sedi più malfattori che galantuomini. Giove invia nell'Averno Mercurio perché si accerti se le lagnanze son giuste ed assista a qualche giudizio.
Mercurio arriva, desta i giudici, li strapazza e ordina loro di assidersi nel tribunale ed alla sua presenza adempire al debito loro. Essi però gli spiegano come facciano a regolarsi nel dare giudizio sui meriti e sulle colpe delle ombre illustri, alle quali, appena varcato il fiume fatale, spunta sul cocuzzolo un corno. Prima fra le ombre appare pertanto quella d'un abitante di Saturno che, essendo re, aveva concepito l'ingegnoso disegno di avvicinare per mezzo d'argani il suo globo al sole e così ottenere maggior calore: ma i sudditi annoiati sul più bello gli avevano fatta la festa. Eaco ammira il grandioso disegno, Radamante pure, soltanto Minosse non prende parte a quest'ammirazione; ma vincono gli altri due e il Saturnisco è giudicato degno degli Elisi.
Si presenta poi una Lunatina che racconta di aver voluto emancipare il suo sesso dalla tirannia dei maschi: i giudici si entusiasmano di bel nuovo e mandano l'emancipatrice nelle sedi dei beati. Ma ecco un'ombra di aspetto maestoso ed imponente: è Maometto, che parla con arroganza, e chiede, in premio dei suoi grandi fatti, di esser onorato di un seggio a nessun altro secondo. La sua impudenza irrita Minosse, ma colpisce d'ammirazione gli altri due che vogliono mandare anche lui negli Elisi. Minosse s'oppone, perché non può esser stimato degno di eterna beatitudine chi ha disprezzato Giove: Eaco e Radamante persistono nella loro determinazione e Mercurio, pieno di stizza, ritorna in fretta e in furia all'Olimpo, parendogli d'averne veduto abbastanza.
Maometto intanto penetra negli Elisi, dove incontra tosto le sue due mogli, uccise dopo la sua morte perché gli tenessero compagnia nei regni bui. Desideroso di trovarsi coi grandi che abitano colà, egli tenta sbarazzarsi delle due donne, ma inutilmente, poiché, appena ha incontrato Confucio, ecco corrergli incontro la sua prima moglie, rammentandogli i suoi benefici. Confucio lo lascia allora con mal garbo; e Maometto, liberatosi da Cadigia, cerca di intrattenersi con Omero, quand'ecco piombargli addosso Mercurio che lo trascina dinanzi al tribunale e, toccandogli il petto colla sua verga, vi apre una finestrina che lascia agli attoniti giudici conoscere tutti i suoi malvagi pensieri, i celati delitti. Dopo di lui la sua Cadigia è sottoposta di nuovo al giudizio e con lei il Saturnisco e Confucio, dei quali la finestrina svela le colpe e l'ipocrisia.
Ma la Lunatina, che ha visto sì nuovo metodo di giudicare ed è sfuggita per caso al messaggero di Giove, mette a rumore gli Elisi: le ombre tumultuano perché non vogliono né finestrino né spacchi che compromettano la loro felicità. I giudici spaventati fuggono; Mercurio, a cui minacciano di aprir pure in petto la finestrina, vista la mala piega che prendono le cose, promette che nessuna più se ne aprirà; e le Ombre conchiudono: